# Серид
Сери́д Палестинский или Газский (втор. пол. V века — ок. 543 г.) — игу́мен большого общежительного монастыря неподалеку от Газы, где прославились подвижничеством.

## Биография
По происхождению — грек (возможно сириец)
Об авве Сериде сообщает рассказ, заключенный в письмах святых Варсонофия и Иоанна. Он прославляет среди прочих монашеских добродетелей аввы Серида его полное послушание преподобному Варсонофию, его дар разбираться в людях, терпение и непоколебимость.

## Дни памяти
13 августа и суббота сырная - Собор всех преподобных отцов